# Elisha Cuthbert
Elisha Ann Cuthbert (Calgary, 30 november 1982) is een Canadees film- en televisieactrice. Ze verkreeg bekendheid door haar werk als presentatrice van het Canadese kinderprogramma Popular Mechanics for Kids. Ze had haar eerste filmrol in de speelfilm Airspeed (1998). Vijf jaar later, in 2003, was ze te zien in Old School en het jaar daarop in The Girl Next Door. Verder was ze te zien in House of Wax en Captivity. Haar meest prominente rol betreft Kim Bauer, in de Amerikaanse thrillerserie 24.

## Jeugdjaren
Cuthbert is geboren in Calgary (Alberta) als dochter van huisvrouw Patricia en ingenieur Kevin Cuthbert. Ze heeft een jongere broer en zus, Jonathan en Lee-Ann. Ze groeide op in Greenfield Park. Nadat ze in 2000 aan de Centennial Regional High School afstudeerde, verhuisde de toen zeventienjarige Cuthbert naar Los Angeles om aan haar carrière als actrice te beginnen.

## Loopbaan

### Opkomst

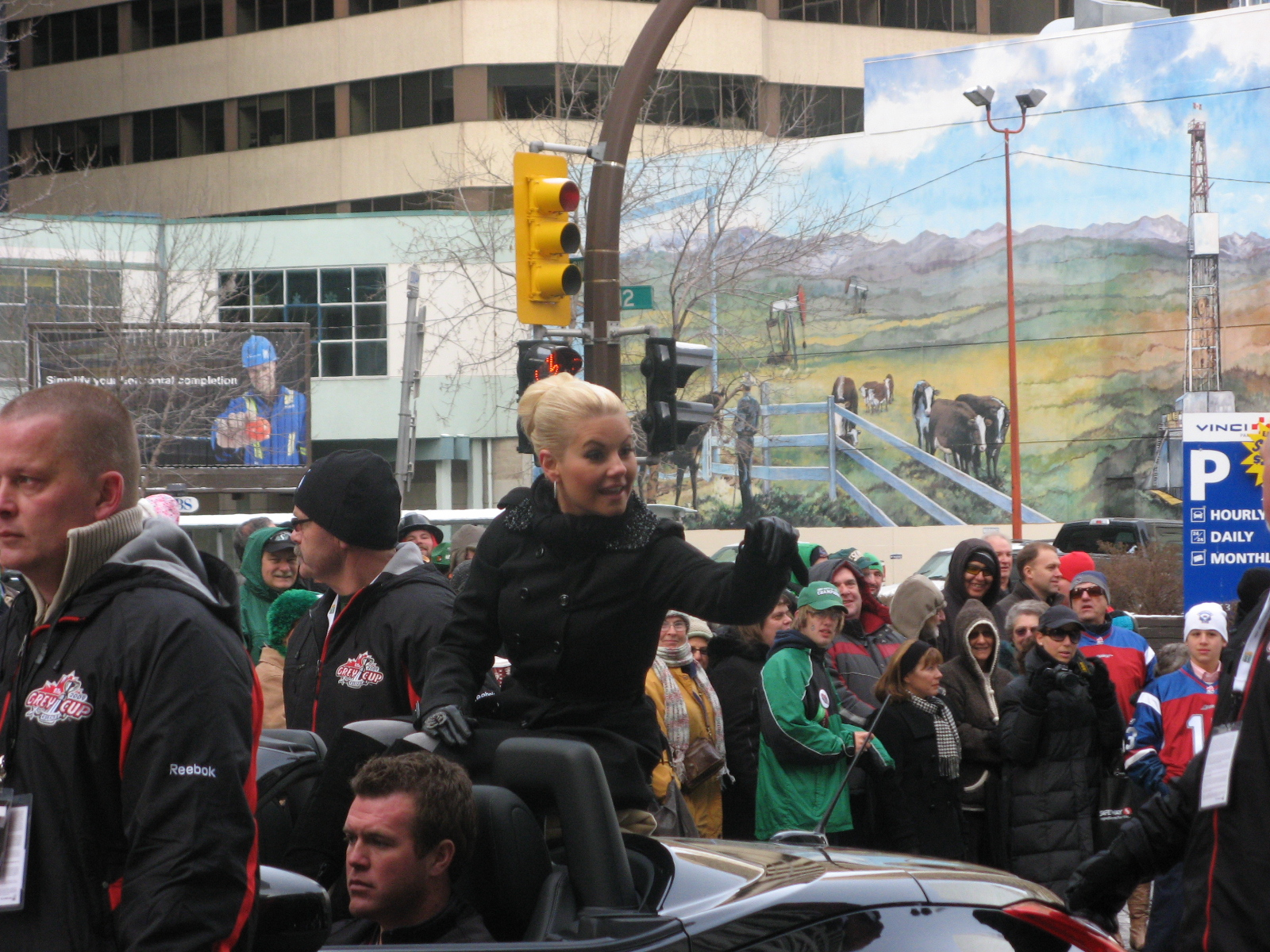
Cuthbert in Grey Cup

Op haar negende levensjaar begon Cuthbert met modellenwerk voor verschillende lijnen kinderkleding en werd ze voetmodel. Ze maakte haar televisiedebuut als figurant in Are You Afraid of the Dark?; later werd ze lid van de vaste ploeg van deze show. Cuthbert presenteerde later Popular Mechanics for Kids, dat gefilmd werd in Montréal. Haar werk als presentatrice wekte de indruk van de toenmalige first lady Hillary Clinton, die haar uitnodigde voor een bezoek aan het Witte Huis.
Cuthbert maakte haar filmdebuut in Dancing on the Moon (1997). Tevens speelde ze in verscheidene Canadese familiefilms en de rampenfilm/thriller Airspeed. Cuthbert speelde verder in de televisiefilm Lucky Girl (2001) en kreeg hiervoor een Gemini Award.
Kort nadat ze in Los Angeles aankwam, kreeg Cuthbert een rol in de televisieserie 24 toebedeeld. Ze speelde in de eerste drie seizoenen Kim Bauer, de dochter van federaal agent en protagonist Jack Bauer. In het vijfde, zevende en achtste seizoen vervulde ze enkele gastrollen. In de film 24: The Game speelde ze weer de rol van Kim Bauer.

### 2002–2005: Commercieel succes
In The Girl Next Door (2004) speelde Cuthbert de rol van voormalig pornoactrice Danielle, met als tegenspeler Emile Hirsch. Cuthbert wees de rol eerst af, maar liet zich uiteindelijk ompraten door regisseur Luke Greenfield. De film wordt vergeleken met Risky Business, - hoewel Cuthbert beweert dat haar personage niet rechtstreeks gebaseerd was op het personage van Rebecca De Mornay. De film werd over het algemeen positief ontvangen.
In 2005 was Cuthbert te zien naast Paris Hilton en Chad Michael Murray in een remake van de klassieke horrorfilm House of Wax. De film werd ongunstig ontvangen door critici, maar werd wel een kassucces.

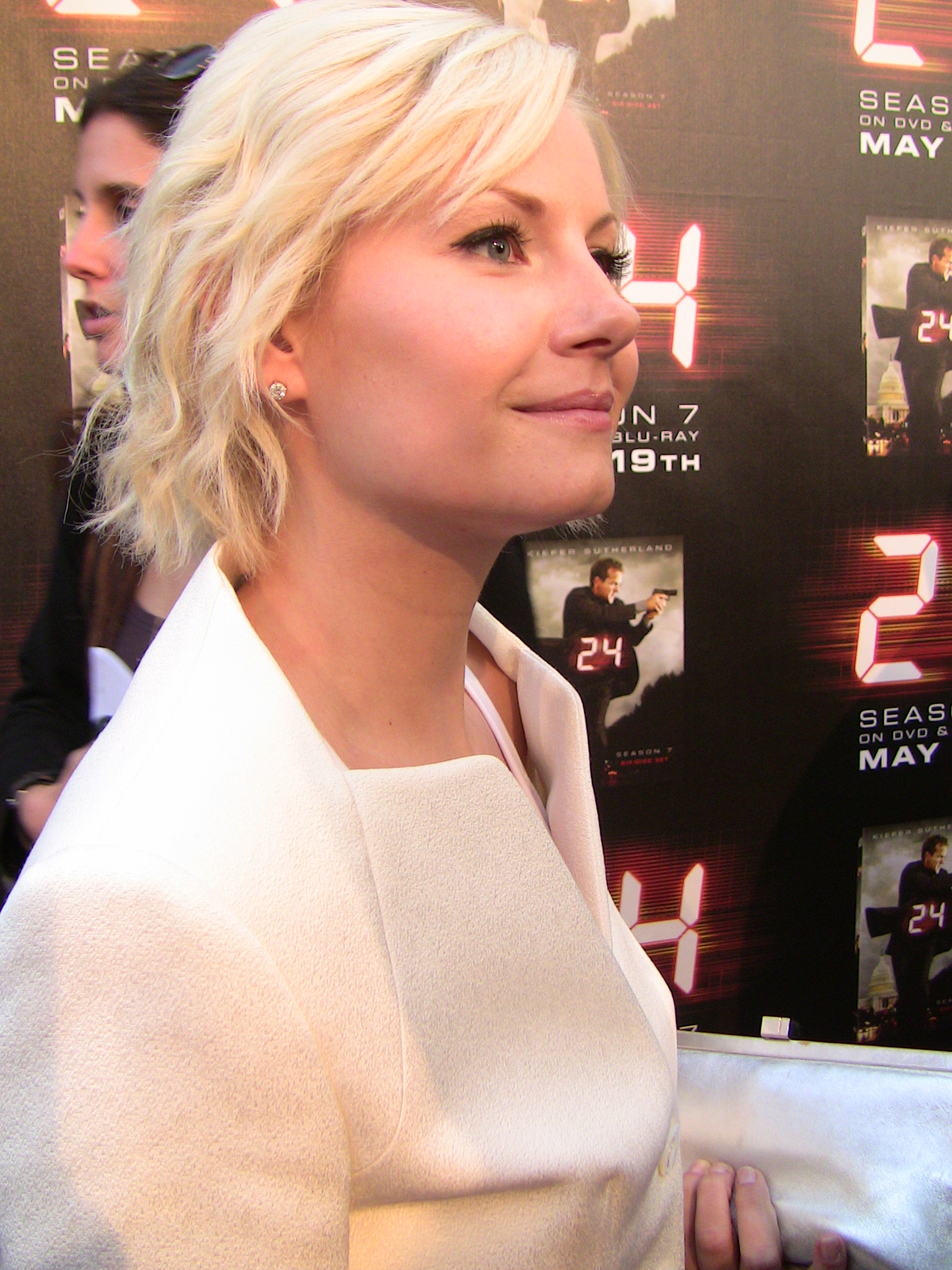
Cuthbert in 2009

### 2006–2007: Uitbreiding van de carrière
Cuthberts volgende project was de onafhankelijke film The Quiet, waar ze niet alleen in speelde, maar waarvoor ze ook co-produceerde. The Quiet, gedistribueerd door Sony Pictures Classics, ging in première op het Internationaal filmfestival van Toronto in 2005.
Cuthbert verscheen daarnaast in een videoclip voor Weezers "Perfect Situation". Ze had ook een kleine rol in de clip van Paris Hiltons "Nothing In This World".
In 2007 verscheen Cuthbert in de film Captivity als een model met psychopathische drang. Ze ontving hiervoor een nominatie voor een Golden Raspberry Award als "worst actress" (slechtste actrice). In 2008 was Cuthbert nog te zien in He Was a Quiet Man. Ze speelde de rol van Vanessa, met als tegenspeler Christian Slater.

### 2008–heden: huidige en toekomstige projecten
In 2008 verscheen ze in My Sassy Girl, een remake van de Zuid-Koreaanse film, met als tegenspeler Jesse Bradford. De daaropvolgende film was The Six Wives of Henry Lefay met Tim Allen, waarin Cuthbert zijn dochter speelt. Cuthbert verscheen nog enkele malen in 24.
Op 7 december 2009 werd bekendgemaakt dat Elisha een vaste rol kreeg in de serie The Forgotten. Cuthbert speelt de rol van Maxine Denver, een succesvolle zakenvrouw. Ze speelt sinds het voorjaar van 2011 tevens in Happy Endings.

## Persoonlijke situatie
Cuthbert is een ijshockeyfan en steunt de Los Angeles Kings. Haar huidige partner is Dion Phaneuf, ijshockeyer bij de Ottawa Senators. Het koppel trouwde in 2013. In december 2017 beviel Cuthbert van hun eerste kindje, een dochter. In 2022 beviel Cuthbert van hun tweede kindje, een zoon. Hiervoor had Cuthbert een relatie met Los Angeles Kings-speler Sean Avery.

## Filmografie

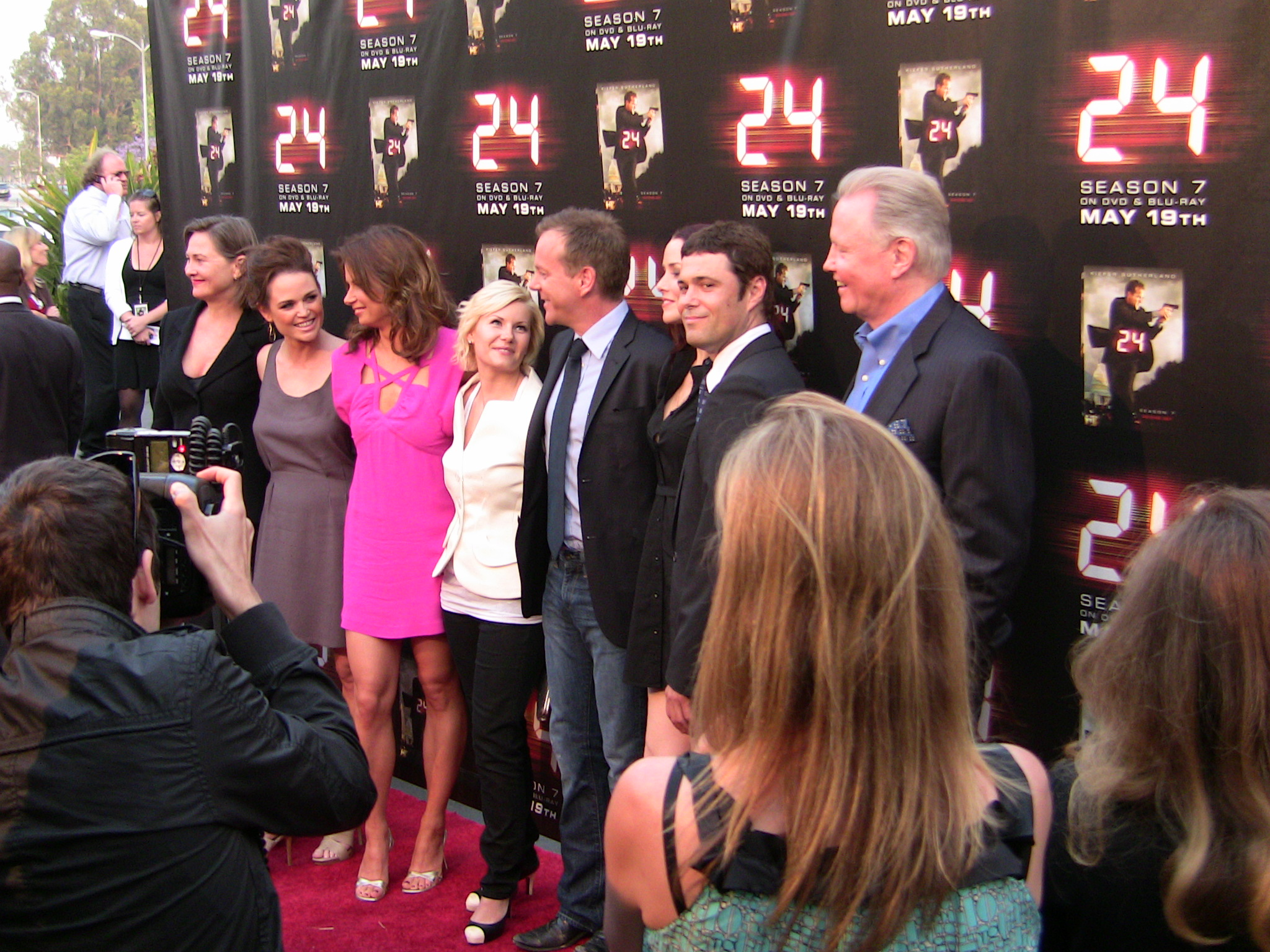
De acteurs van 24 (2009)

### Films
| Jaar | Titel                    | Rol                 |
| ---- | ------------------------ | ------------------- |
| 1996 | Dancing on the Moon      | Sarah               |
| 1997 | Mail to the Chief        | Madison Osgood      |
| 1997 | Nico the Unicorn         | Carolyn Price       |
| 1998 | Airspeed                 | Nicole Stone        |
| 1999 | Believe                  | Katherine Winslowe  |
| 1999 | Time at the Top          | Susan Shawson       |
| 2000 | Who Gets the House?      | Emily Reece         |
| 2001 | Lucky Girl               | Katlin Palmerson    |
| 2003 | Love Actually            | Goddess Carol       |
| 2003 | Old School               | Darcie Goldberg     |
| 2004 | The Girl Next Door       | Danielle            |
| 2005 | House of Wax             | Carly Jones         |
| 2006 | The Quiet                | Nina Deer           |
| 2007 | Captivity                | Jennifer Tree       |
| 2007 | He Was a Quiet Man       | Venessa Parks       |
| 2008 | My Sassy Girl            | Jordan Roark        |
| 2008 | Guns                     | Frances Dett        |
| 2009 | Six Wives of Henry LeFay | Barbara Lefay/Barby |

| Jaar                       | Titel                       | Rol                | Opmerking       |
| -------------------------- | --------------------------- | ------------------ | --------------- |
| 1997–2000                  | Popular Mechanics for Kids  | Presentatie        |                 |
| 1999–2000                  | Are You Afraid of the Dark? | Megan              |                 |
| 2001                       | Largo Winch                 | Abby               |                 |
| 2004                       | MADtv                       | Zichzelf/Kim Bauer | 24-parodie      |
| 2001–2004, 2006, 2009–2010 | 24                          | Kim Bauer          | 79 afleveringen |
| 2010                       | The Forgotten               | Maxine Denver      | 6 afleveringen  |
| 2011–2013                  | Happy Endings               | Alex               | 57 afleveringen |
| 2016–2020                  | The Ranch                   | Abby               |                 |

| Jaar | Titel                 | Artiest             | Rol             |
| ---- | --------------------- | ------------------- | --------------- |
| 2005 | Perfect Situation     | Weezer              | Hoofdrol        |
| 2006 | Nothing in This World | Paris Hilton        | Populair meisje |
| 2012 | Here comes my man     | The Gaslight Anthem | Hoofdrol        |

## Prijzen
| Jaar | Award                      | Categorie                                                | Werk               | Resultaat   |
| ---- | -------------------------- | -------------------------------------------------------- | ------------------ | ----------- |
| 2001 | Gemini Awards              | Beste actrice in een hoofdrol in een drama of mini-serie | Lucky Girl         | Gewonnen    |
| 2003 | Teen Choice Awards         | Breakout-ster                                            | 24                 | Genomineerd |
| 2005 | Teen Choice Awards         | Filmactrice: Actie/Avontuur/Thriller                     | House of Wax       | Genomineerd |
| 2005 | Teen Choice Awards         | Movie Rumble                                             | House of Wax       | Genomineerd |
| 2007 | Teen Choice Awards         | Filmactrice: Horror/Thriller                             | Captivity          | Genomineerd |
| 2003 | Screen Actors Guild Awards | Prestatie door een ensemble in een dramaserie            | 24                 | Genomineerd |
| 2005 | Screen Actors Guild Awards | Prestatie door een ensemble in een dramaserie            | 24                 | Genomineerd |
| 2005 | MTV Movie Awards           | Vrouwelijke doorbraakoptreden                            | The Girl Next Door | Genomineerd |
| 2005 | MTV Movie Awards           | Beste kus                                                | The Girl Next Door | Genomineerd |